# Вајлминстер
Вајлминстер (њем. Weilmünster) град је у њемачкој савезној држави Хесен. Једно је од 19 општинских средишта округа Лимбург-Вајлбург. Према процјени из 2010. у граду је живјело 9.086 становника. Посједује регионалну шифру (AGS) 6533018.

## Географски и демографски подаци
Вајлминстер се налази у савезној држави Хесен у округу Лимбург-Вајлбург. Град се налази на надморској висини од 193 метра. Површина општине износи 77,4 km². У самом граду је, према процјени из 2010. године, живјело 9.086 становника. Просјечна густина становништва износи 117 становника/km².

## Међународна сарадња
| Мјесто | Држава    | Врста сарадње | Од    |
| ------ | --------- | ------------- | ----- |
|        | Француска | партнерство   | 1963. |
| Извор  |           |               |       |